# Mitranes II
Mitranes II (Μιθράνης, Mithránēs), Mitrenes II (em grego: Μιθρηνης, Mithrēnēs) ou Mitrines II (Μιθρινης, Mithrinēs), também referido como Mitras, foi sumo sacerdote do tempo do Sol em Armavir, no Reino da Armênia. Sabe-se que era membro da dinastia orôntida através de seu pai Arsames I, rei de Sofena (ca. 260  228 a.C.).

## Nome
Mirranes (Μιρράνης, Mirránēs) ou Mitranes (Μιθράνης, Mithránēs), são as formas gregas do persa médio Mirã (Mihrān), que derivou do persa antigo Mitrana (*Miθrāna-). Foi citado em armênio como Mirã (Միհրան, Mihran) e Merã (Մեհրան / Մէհրան, Mehran) e em georgiano como Miriã (მირიან). Em sua forma georgiana, foi latinizado como Meribanes pelo historiador Amiano Marcelino.